# 頃安利秀
頃安 利秀（ころやす としひで、1953年5月 - ）は、日本のテノール歌手。声楽家。鳴門教育大学学校教育学部教授。エリザベト音楽大学講師。関西学院大学文学部美学科、東京芸術大学音楽学部声楽科卒業。デトモルト音楽大学マスターコース修了。鳴門第九を歌う会合唱指導委員長。
河合武彰、原田茂生、ヘルムート・クレッチマー、エルンスト・ヘフリガーに師事。

## 経歴
- 1976年3月 - 関西学院大学文学部美学科卒業。
- 1980年3月 - 東京芸術大学音楽学部声楽科卒業。
- 1984年7月 - デトモルト音楽大学マスターコース修了。
- 1985年8月 - チューリヒ歌劇場専属合唱団員所属。
- 1988年9月 - バイエルン放送局専属合唱団員所属。
- 1991年5月 - 鳴門教育大学学校教育学部助教授就任。

## 所属学会
- 全四国大学音楽学会
- 芸術教育実践学会
- 日本学校音楽教育実践学会

## 受賞
- 第27回徳島県芸術祭最優秀賞受賞（1996年）